# حوار التوافق الوطني
حوار التوافق الوطني البحريني، جاءت مبادرة حوار التوافق الوطني، بدعوة من الملك حمد بن عيسى آل خليفة، وذلك بهدف تحقيق الانسجام والوئام الوطني، للتوصل إلى قواسم مشتركة تحقق آمال الشعب البحريني في السلم والعدالة.. وتم اعتماد شعاره.
ويأتي هذا الحوار، تحقيقاً لتطلعات التوافق الوطني حول قضايا شاملة من شأنها الاستمرار والدفع بعجلة الإصلاح والتنمية الشاملة في مملكة البحرين في ظل الوحدة الوطنية للشعب البحريني وقيمه المجتمعية.

## رئيس حوار التوافق الوطني
كلف الملك حمد بن عيسى آل خليفة، رئيس مجلس النواب خليفة الظهراني، مهمة رئاسة حوار التوافق، للعمل على تفعيل آليات الحوار، وتشجيع المشاركة فيه عبر الانفتاح على جميع وجهات النظر.
ومن المقرر أن ينطلق الحوار، في الثاني من يوليو 2011، بمشاركة واسعة للجمعيات السياسية والاجتماعية والنسائية والشبابية والنشطاء، فضلاً عن السلطتين التشريعية والتفيذية وكل ما يمثل مكونات المجتمع البحريني، وذلك لتقريب الرؤى ووجهات النظر المختلفة على طاولة النقاش، وذلك وفق محاور أربعة رئيسية: (السياسي، والاقتصادي، والاجتماعي، والحقوقي).

## مراحل الحوار
تشمل المراحل الستة الرئيسة مرحلة التكليف بعقد الحوار، ثم مرحلة توجيه الدعوات وطلب تحديد مرئيات المواضيع المقترحة من كافة الأطراف المشاركة في الحوار، ومرحلة تصنيف وتقسيم المحاور الفرعية حسب المرئيات المقترحة. بعدها تبدأ مرحلة عقد الجلسات والنقاش، ثم ينتقل الحوار لمرحلة رفع المرئيات لعاهل البلاد، ومرحلة إصدار الأوامر الملكية السامية للمؤسسات الدستورية، وأخيراً مرحلة التنفيذ.
شهدت المرحلة الأولى توجيه حوالي 300 دعوة للمشاركة في جلسات الحوار للجمعيات السياسية التي خصص لها العدد الأكبر من حيث ممثليها، ومؤسسات المجتمع المدني، وعدد من الشخصيات العامة وتم الطلب من الجهات المدعوة للمشاركة في الحوار ترشيح ممثليها، والتقدم بمقترحاتها حول المحاور والمواضيع التي ستطرح في جلسات الحوار. سيتم بعدها تصنيف وتقسيم المحاور المقترحة المقدمة من كافة الأطراف المدعوة للمشاركة، حيث سيقوم الفريق المشرف على تنظيم الحوار بالسلطة التشريعية بعملية التصنيف لإدراج كافة المرئيات المقترحة ضمن المحاور الأربعة الرئيسة والتي تشمل المحور السياسي، والمحور الاقتصادي، والمحور الحقوقي، والمحور الاجتماعي، بالإضافة إلى محور فرعي يختص بالمقيمين الأجانب بمملكة البحرين. أما المرحلة الثالثة لحوار التوافق الوطني فهي تبدأ مع انطلاق الجلسات الفعلية في يوليو 2011 وذلك في إطار المحاور الرئيسية التي سبق الإعلان عنها. وبعد الانتهاء من جلسات الحوار، ستشمل المراحل الثلاث التالية على رفع النتائج إلى رئيس حوار التوافق الوطني، بما فيها من نقاط اتفاق أو اختلاف والذي سيقوم بدوره برفع المرئيات جلالة الملك المفدى، ثم يتفضل جلالته بإصدار الأوامر الملكية السامية للمؤسسات الدستورية لاتخاذ اللازم كل حسب اختصاصه.
المشاركون في حوار التوافق الوطني
بدأت المرحلة الأولى بتوجيه 300 دعوة للمشاركة في حوار التوافق الوطني وتم تخصيص ما نسبته 37% للجمعيات السياسية و 36% لمؤسسات المجتمع المدني و 21% للشخصيات العامة و 6% للإعلاميين. تم الأخذ بعين الاعتبار الاهتمامات والتوجهات المختلفة لمؤسسات المجتمع المدني من أجل أن تكون المشاركة فاعلة في جلسات الحوار من قبل جميع مكونات المجتمع البحريني حيث ستتوزع نسب المشاركة المخصصة لمؤسسات المجتمع المدني بنسبة 12% للجمعيات المهنية و9% للجمعيات الاجتماعية و5% للجمعيات النسائية و5% للجمعيات الشبابية و3% لنقابات العمال و2% لغرفة تجارة وصناعة البحرين. كما تم الطلب من الجهات المدعوة للمشاركة في الحوار ترشيح ممثليها، والتقدم بمقترحاتها حول المحاور والمواضيع التي ستطرح في جلسات الحوار، وذلك في موعد أقصاه 26 يونيو 2011.

## مدراء حوار التوافق الوطني
- د. جواهر بنت شاهين المضحكي - الرئيس التنفيذي لهيئة ضمان جودة التعليم والتدريب وعضو المجلس الأعلى للمرأة
- القاضي خالد بن حسن العجاجي - الوكيل المساعد لشؤون المحاكم والتوثيق
- السيد خالد المسقطي - عضو مجلس الشورى
- السيد خليل الذوادي - عضو مجلس الشورى
- د. خالد بن عبد الله
- د. هيثم القحطاني - المدير العام التنفيذي لخدمات كانو الاستشارية
- د. منى بنت محمد البلوشي - الأمين العام المساعد للتقييم والاعتمادية في الأمانة العامة لمجلس التعليم العالي
- السيد مجيد القصاب - رئيس مجلس إدارة منتدى البحرين للحكومة الإلكترونية
- د. رياض حمزة - الأمين العام لمجلس التعليم العالي
- المحامية جميلة سلمان - رئيسة جمعية المحامين البحرينية
- د. أحمد بن عبد الله فرحان - الأمين العام للمؤسسة الوطنية لحقوق الإنسان
- د. زكريا هجرس - الرئيس التنفيذي لشركة الوطن للصحافة والنشر
- د. لبنى صليبيخ - المستشارة الثقافية في سفارة مملكة البحرين لدى المملكة المتحدة
- د. عبد الله طالب
- السيد عبيدلي العبيدلي - كاتب في صحيفة الوسط المحلية
- المحامي قيس بن حاتم الزعبي